# Masakr u Adani
Masakr u Adani se dogodio u provinciji Adana, u Osmanskom carstvu, u travnju 1909. godine. Masakr armenskih kršćana  u gradu Adani usred promjene vlasti rezultirao je nizom anti-armenskih pogroma u cijeloj regiji. Izvješća procjenjuje da je u provinciji ubijeno od 15.000 do 30.000 ljudi.
Turske i armenske revolucionarne grupe radile su zajedno kako bi osigurale obnovu ustavnog prava 1908. godine. Dana 31. ožujka (ili 13. travnja, po zapadnom kalendaru) vojna pobuna usmjerena protiv Odbora za uniju i napredak obuzela je Istanbul. Dok je pobuna trajala samo deset dana, to je izazvalo masakr Armenaca u provinciji Adani, koji je trajao više od mjesec dana.
U pokolju su ukorijenjene političke, gospodarske i vjerske razlika. Armenski segment stanovništva Adane je "najbogatiji i najrazvijeniji",  kršćanska-manjina također je otvoreno podržavala puč protiv sultana Abdula Hamida II. Buđenjem turskog nacionalizma, i percepcije Armenaca kao separatista također je pridonio nasilju.

## Vanjske poveznice
- Armenski genocid / Masakr u Adani